# 利思·布罗迪
利思·布罗迪（Leith Brodie，1986年7月16日—），澳大利亚男子游泳运动员，主攻自由泳。曾参加2008年夏季奥林匹克运动会，收获男子4×100米自由泳接力和男子4×200米自由泳接力两枚铜牌。